# 军事报道
《军事报道》是中国中央电视台国防军事频道（CCTV-7）的一档军事新闻节目，亦是中国人民解放军官方对外的主要宣传栏目。
《军事报道》是CCTV-7最具知名度的栏目之一，在军事·农业频道时期的平均收视率位居军事节目榜首，仅次于由中国农业电影电视中心承制的《致富经》。收视人群也不限于军队内部，在民间也有相当的观众基础。
该节目比较注重传达中共中央和军队领导层的对军队管理的政策方针和军队的执行情况，也会宣传下层士兵的先进事迹和军民关系的开展，此外也有部分时间专门对国际军事新闻进行归纳发布。该节目还会针对时事制作系列节目，如1998年全国军民抗洪、2001年的《世纪初年走边关》、2003年的《弘扬传统万里行——光荣之旅》、2020年的《战疫情》等。

## 承制单位
《军事报道》自开播以来，一直到2019年7月31日，均由中国人民解放军新闻传播中心广播电视部（原解放军电视宣传中心）承制。2019年8月1日原CCTV-7军事·农业频道分频播出后，《军事报道》改为中央广播电视总台军事节目中心承制（但解放军新闻传播中心仍参与节目制作），从解放军电视中心搬迁至中央广播电视总台光华路办公区C02演播室播出，并更换片头和背景音乐。

## 节目音乐

### 片头曲
1998年开播至2019年7月31日（中国人民解放军新闻传播中心广播电视部承制时期）
- 曲目名称：Last Frontiers[4]
- 作曲家：Chris Many; Geoff Levin
- 专辑：Orchestral Energy
- 专辑编号：FC-C2B

2019年8月1日至今（中央广播电视总台军事节目中心承制时期）
- 曲目：To Glory[5]
- 作曲：Two Steps From Hell

## 播出时间
《军事报道》自开播以来，首播时间一度固定在19:30播出；2009年起延后三分钟，至19:33播出。2008年北京奥运会期间，CCTV-7临时改为赛事精编频道，常规节目安排被取消，少儿节目、军事节目与农业节目全部停播，故该节目暂停播出。
2019年8月1日起，中央电视台军事·农业频道分频播出，CCTV-7改为国防军事频道，该频道会并机CCTV-1和CCTV-13转播《新闻联播》，有时会受到该节目延时影响，而导致《军事报道》顺延播出或停播。
2019年10月1日，由于中国中央电视台综合频道、国防军事频道、新闻频道并机直播国庆70周年特别报道、阅兵式、群众游行与联欢晚会，当晚《军事报道》停播一期；2019年10月18日，该频道与中央电视台综合、中文国际、体育、体育赛事、新闻、4K超高清等频道并机直播武汉世界军人运动会开幕式，当晚《军事报道》再度停播一期；2020年4月4日（清明节全国哀悼日期间），该频道并机综合、财经、电影、科教、社会与法、新闻、少儿、农业农村等频道播出《朝闻天下》、《新闻直播间/战疫情清明特别节目》、《新闻30分》、《共同关注》、《新闻联播》、《焦点访谈》、《东方时空》、《新闻调查》和《24小时》，当晚《军事报道》再度停播一期；2023年7月28日因直播成都世大運開幕式，当晚《军事报道》再度停播一期。

## 主持人

### 现任
- 男：周雷、关键、李伟
- 女：任子明、王月、丁丽

### 卸任
- 男：岳斌
- 女：仲阳、海琳、赵方

## 类似节目
臺灣：中华电视公司《莒光园地》